# Nicolas Lombaerts
Nicolas Lombaerts (* 20. března 1985 Bruggy, Belgie) je belgický fotbalový obránce a reprezentant, který momentálně hraje v ruském klubu Zenit Petrohrad. Účastník Mistrovství světa 2014 v Brazílii.

## Klubová kariéra
Lombaerts hrál na mládežnické úrovni v Belgii za Club Brugge KV. V letech 2004–2007 hrál (již profesionálně) za KAA Gent. V červenci 2007 přestoupil do zámožného ruského klubu Zenit Petrohrad, s nímž získal řadu titulů včetně vítězství v Poháru UEFA 2007/08 a následném triumfu v Superpoháru UEFA 2008.

## Reprezentační kariéra
Nicolas Lombaerts působil v mládežnických reprezentacích Belgie U16, U17, U18, U19 a U21.
V A-mužstvu Belgie debutoval 11. května 2006 v utkání proti národnímu týmu Saúdské Arábie. Nastoupil na jednu minutu, Belgie vyhrála 2:1. První branku v dresu belgického národního týmu vstřelil 12. října 2010 v kvalifikačním utkání proti Rakousku (remíza 4:4).
Trenér belgického národního týmu Marc Wilmots jej zařadil na 23člennou soupisku pro Mistrovství světa ve fotbale 2014 v Brazílii a dal mu šanci v přípravě před MS.
26. května 2014 v přípravném utkání před MS 2014 nastoupil proti Lucembursku, Belgie rozdrtila reprezentační výběr svého souseda 5:1. Nicméně FIFA tento zápas anulovala, neboť Marc Wilmots při něm chyboval, poslal při střídání na hřiště 7 nových hráčů, přičemž v přátelských zápasech je povoleno jednomu týmu vystřídat pouze šestkrát.
Na Mistrovství světa 2014 v Brazílii, kam Belgie suverénně postoupila z prvního místa evropské kvalifikační skupiny A, nastoupil až ve třetím utkání základní skupiny H proti Jižní Koreji, Belgie jej i v oslabení vyhrála 1:0 a získala poprvé na MS v základní skupině plný počet 9 bodů. Se šampionátem se Belgie rozloučila čtvrtfinálovou porážkou 0:1 s Argentinou.

### Reprezentační góly
Góly Nicolase Lombaertse za A-mužstvo Belgie
| 010                 | 12. 10. 2010 | Stadion krále Baudouina, Brusel, Belgie | Rakousko | 04:30(??.) | 4:4 | kvalifikace na EURO 2012 |
| 02                  | 6. 9. 2011   | Stadion krále Baudouina, Brusel, Belgie | USA      | 01:00(??.) | 1:0 | přátelský zápas          |
| Platí k 27. 6. 2014 |              |                                         |          |            |     |                          |